# Skoroszyce (gmina)
Skoroszyce est une gmina rurale du powiat de Nysa, Opole, dans le sud-ouest de la Pologne. Son siège est le village de Skoroszyce, qui se situe environ 15 km au nord de Nysa et 40 km à l'ouest de la capitale régionale Opole.
La gmina couvre une superficie de 103,61 km2 pour une population de 6 521 habitants.

## Géographie
La gmina inclut les villages de Brzeziny, Chróścina, Czarnolas, Giełczyce, Makowice, Mroczkowa, Pniewie, Sidzina, Skoroszyce et Stary Grodków.
La gmina borde les gminy de Grodków, Łambinowice, Niemodlin et Pakosławice.